# Accidente mortal en la Carretera Magdalena-Peñasco-Oaxaca
El Accidente mortal en la carretera Magdalena-Peñasco, fue una volcadura mortal que tuvo lugar en la carretera Magdalena-Peñasco del municipio homónimo, en el estado de Oaxaca, México, en la mañana del 5 de julio del 2023 por el cual ocasionó la muerte de 29 personas y dejó heridas a más de 21 personas.
Es uno de los accidentes de tránsito más mortíferos de lo que va del año en la República de México.

## Momento del volcamiento
El momento del accidente ocurrido en una carretera a la altura del municipio de Magdalena Peñasco, cuando un autobús provocó un accidente después de sufrir una falla mecánica. En ese sentido, las cifras fueron actualizadas y se dio a conocer la identidad de las personas heridas.

## Investigación
Según reportes policiales y de la Fiscalía, el vehículo, de una empresa de transporte local, se accidentó en horas de la mañana mientras se dirigía al poblado de Santiago de Yosondúa tras partir de Ciudad de México.
Los informes aseguran que 29 personas perdieron la vida y otras más están en diversos hospitales con reportes graves. Pese a todo lo ocurrido, en las últimas horas se comenzó a difundir una presunta grabación en la que se ve cómo el conductor chocó por un descuido.

## Operativo de rescate
El operativo de rescate de las personas comenzó con el traslado de diferentes unidades de emergencia quienes acudieron al área del siniestro, lo que permitió que varias personas lesionadas fueron trasladadas a hospitales de la zona y que equipos de emergencia recogían los cuerpos sin vida, aunque no precisó cifras de víctimas.
Romero López mencionó que tras el incidente varias personas ingresaron al IMSS de Tlaxiaco en estado de gravedad y que algunas de ellas no han sido identificadas, mientras que autoridades estatales continúan con el levantamiento de los cuerpos en al zona de la volcadura.
Entre las personas fallecidas se encuentran 15 mujeres, dos de ellas mientras recibían atención en hospital, además de 13 hombres y un niño, según el fiscal de Oaxaca, Bernardo Rodríguez Alamilla.

## Reacciones
A través de su cuenta de Twitter, el gobernador del estado de Oaxaca, Salomón Jara, lamentó los hechos y ofreció condolencias a los familiares de las víctimas.

“Lamentamos profundamente el accidente ocurrido en Magdalena Peñasco (...) Enviamos un abrazo y nuestro pésame a las familias de las personas fallecidas, a quienes también brindaremos todo el apoyo para atender su terrible pérdida”, mencionó el funcionario.